# ノーマン・スピンラッド

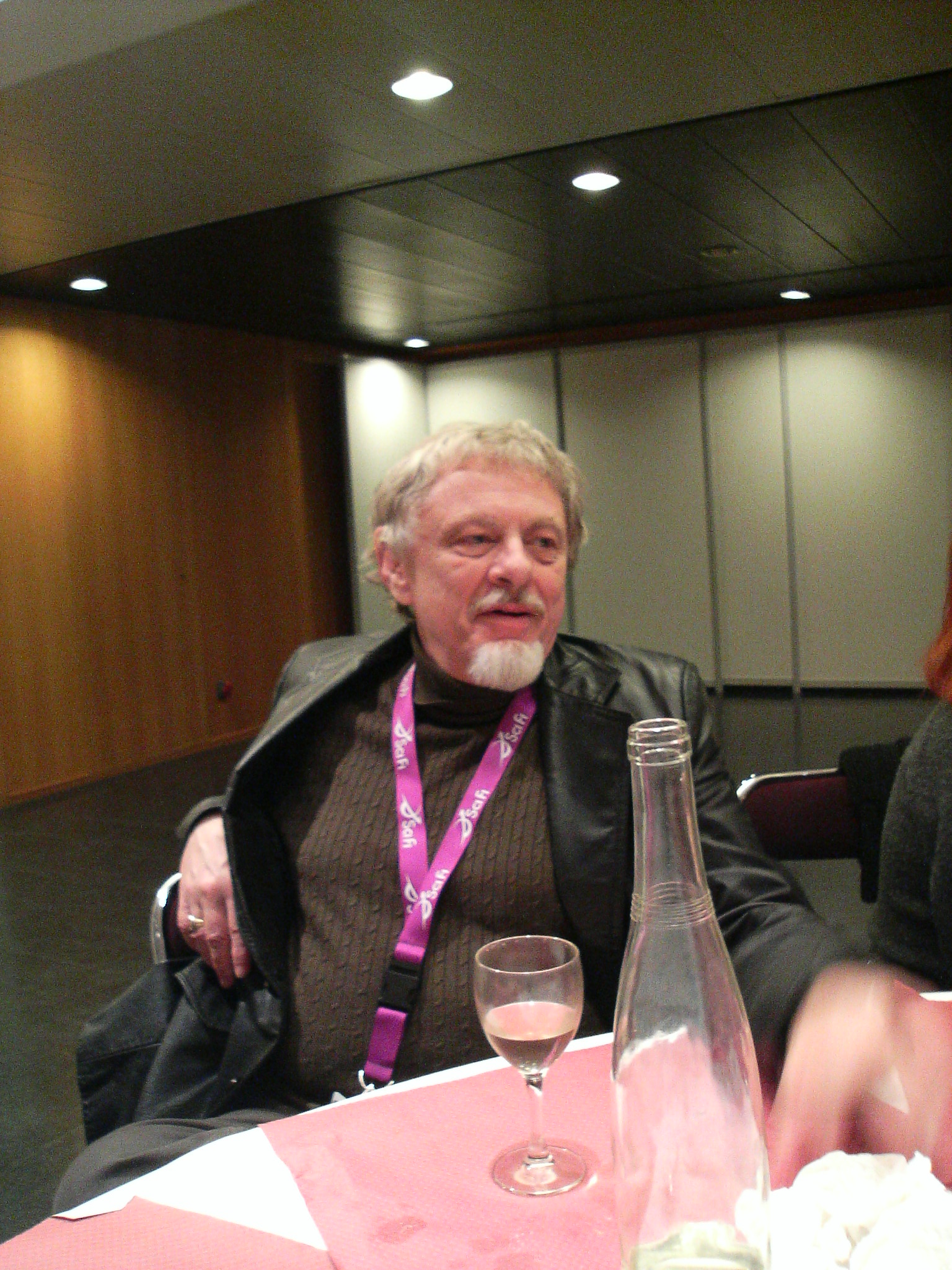
ノーマン・スピンラッド（2006年）

ノーマン・リチャード・スピンラッド（Norman Richard Spinrad、1940年9月15日 - ）は、アメリカのSF作家。ニューヨーク生まれ。ふつうミドルネームは略される。
1963年に「アスタウンディング誌」からデビューし、以後ニュー・ウェーブの影響を受けた作品を発表した。作風は異色で野心的と評価されることが多く、代表作の一つ "Bug Jack Barron" も好評というより悪評であった。長編も短編も少なくないが、日本語にはあまり訳されていない。1974年、『鉄の夢』（The Iron Dream）でアポロ賞を受賞した。

## 主要著作リスト
- The Solarians （1966年） 未訳
- Bug Jack Barron（1969年） 未訳
- The Iron Dream（1972年） 『鉄の夢』早川書房
- A World Between（1979年） 『はざまの世界』サンリオ
- Songs from the Stars（1980年） 『星々からの歌』早川書房

※完全な著作リストについては、英語版を参照。